# Болейко, Михаил Андреевич
Михаил Андреевич Болейко (ум. 3 июня 1918 года) — челябинский революционер. Прапорщик запасного пехотного полка; после Октябрьской революции — помощник начальника Штаба охраны города (1917), начальник этого Штаба (1918). Погиб во время Чехословацкого мятежа.
Имя М. А. Болейко носит одна из улиц Челябинска, его имя выбито на мемориальной доске на челябинской Площади Павших Революционеров.

## Биография
Дата рождения неизвестна. Несмотря на то, что краевед А. А. Абрамовский не смог найти биографических сведений о Болейко до 1917 года, историк Е. В. Волков в своей книге пишет со ссылкой на архивный источник, что до Первой мировой войны Болейко учился в университете, а в воспоминаниях современника упоминается как «бывший студент».

### Участие в Революции
Вместе с братом Николаем служил в челябинском 109-м запасном пехотном полку прапорщиком в офицерском чине. Летом 1917 года арестован командованием гарнизона за начатую в феврале 1917 года совместную с братом революционную агитацию среди армейской среды. В воспоминаниях современника, датированных 1950-ми годами, говорится о неизвестной партийности Болейко. На страницах книг «Солдаты Октября…», составленной Р. М. Степановой и изданной в 1988 году, он назван большевиком. В постсоветских исследованиях указывается, что Болейко был одним из левых эсеров или разделял их взгляды.

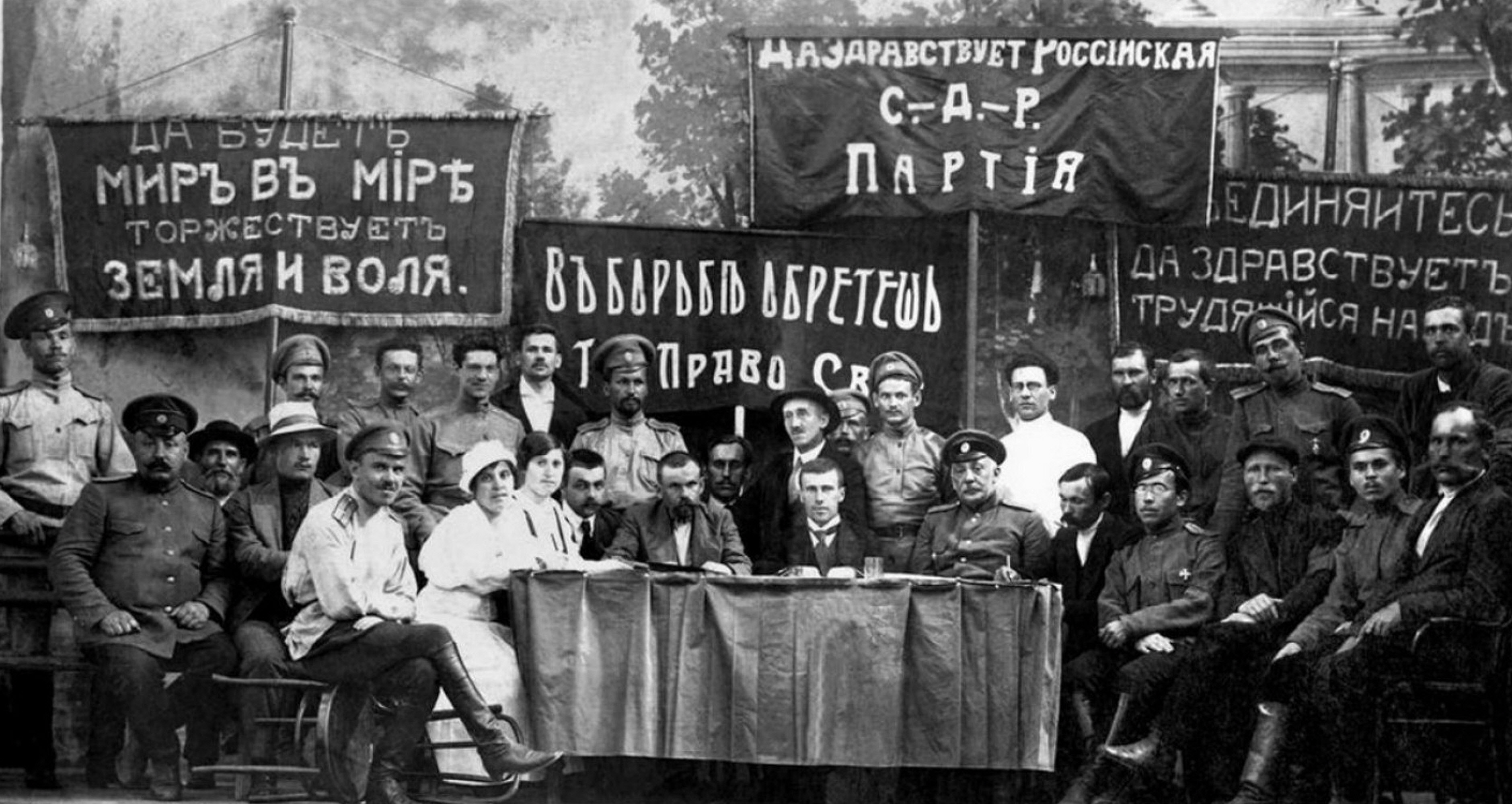
М. А. Болейко в президиуме Совета рабочих, крестьянских и казачьих депутатов, Челябинск, июнь 1917 года. Девятый среди стоящих слева направо

В 1917 году состоял в Президиуме Челябинского Совета рабочих, крестьянских и казачьих депутатов. По словам современника, Болейко «пришел… и скромно предложил свои услуги». Общим собранием Челябинского Совета рабочих и солдатских депутатов от 24 ноября 1917 года назначен помощником начальника Штаба охраны города. Приказом Военревкома № 17 от 19 января 1918 года назначен начальником Штаба охраны города, будучи одновременно с этим заместителем комиссара внутренних дел Челябинска Е. Л. Васенко. Приказом исполнительного комитета рабочих, крестьянских, казачьих, мусульманских и армейских депутатов № 39 от 15 марта 1918 года назначен членом комиссариата по управлению Челябинском.

### Деятельность Штаба
Под руководством Болейко Штаб охраны города вёл антиалкогольную кампанию, борьбу с бандитизмом, хулиганством, кражами, спекуляцией, контрабандой, занимался обеспечением продовольственной безопасности и благоприятной санитарной обстановки, уголовным сыском, была организована телефонная связь со Штабом охраны города Челябинска. Болейко проводил собеседования со всеми кандидатами в добровольческую конно-пешую команду при Штабе охраны города Челябинска, сформированную в 1918 году по постановлению Челябинского городского совета. В составе комиссариата внутренних дел подписывал приказы о квартирном учёте и об упразднении института челябинской уездной милиции.
А. А. Абрамовский выразил мнение, что «до начала гражданской войны Штаб охраны города под руководством М. А. Болейко сыграл значительную роль в наведении революционного правопорядка в Челябинске и уезде».

### Гибель

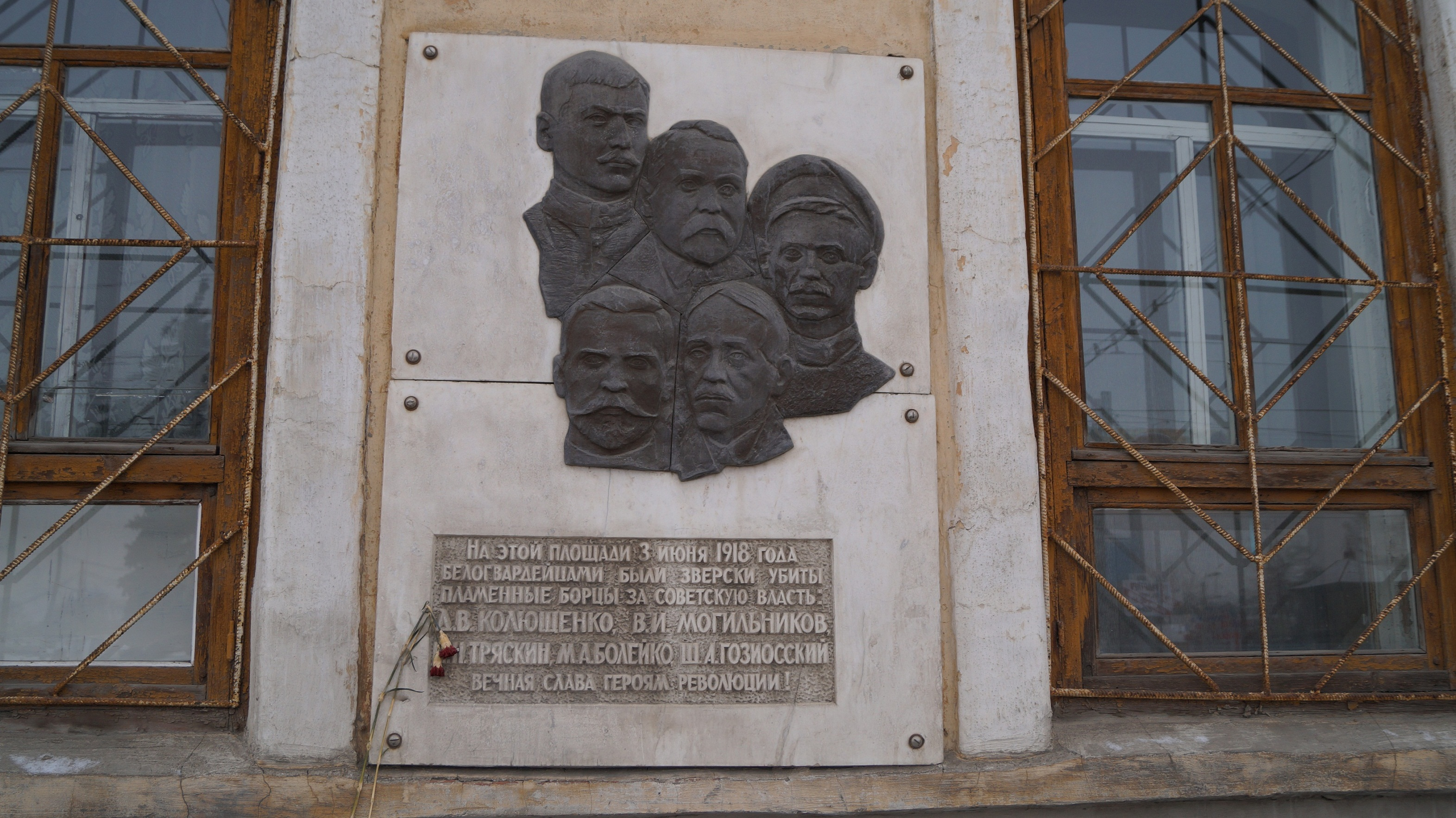
Мемориальная доска на Площади Павших Революционеров с надписью: «На этой площади 3 июня 1918 года белогвардейцами были зверски убиты пламенные борцы за советскую власть: Д. В. Колющенко, В. И. Могильников, П. Н. Тряскин, М. А. Болейко, Ш. А. Гозиосский. Вечная слава героям революции!»

Был арестован в ночь на 1 июня 1918 года после того, как Челябинск был взят белочехами 27 мая 1918 года во время Чехословацкого мятежа. Содержался вместе с прочими арестованными в Номерах Дядина. В ночь на 3 июня 1918 года в числе пяти других революционеров зарублен на площади у белых казарм (ныне Площадь Павших Революционеров): конный казачий конвой, сопровождавший революционеров якобы в пересыльную тюрьму, был глубокой ночью встречен у небольшого моста через речку Игуменку другим казачьим конным отрядом. Кто-то из арестованных крикнул: «Товарищи, нас рубят!» — после чего, как вспоминали очевидцы (местные жители), «побегут … наши в одну стороны, а навстречу верховой, да шашкой, кинутся в другую — и там рубят. Казаки рубили молча. Кто верхом был, кто с коня слез…» Вскоре, ещё затемно, тела убитых были увезены на телеге в неизвестном направлении.

## Память
Имя М. А. Болейко носит улица в Калининском районе Челябинска, проходящая от проспекта Победа до улицы Шенкурской. Улицей Болейко она была названа 10 марта 1938 года (до этого называлась улицей Григорьева — в честь другого революционера, Алексея Васильевича Григорьева, погибшего в 1919 году).
В 1957 году на Площади Павших Революционеров была установлена мемориальная доска с именами пяти погибших революционеров, в том числе М. А. Болейко.